# Monument voor de Sinti en Roma van Europa
Het Monument voor de Sinti en Roma van Europa die onder het nationaalsocialisme zijn vermoord is een monument in Berlijn. Het herinnert aan de Porajmos, de nationaalsocialistische volkerenmoord op de Sinti en Roma. Het ontwerp is van de Israëlische kunstenaar Dani Karavan. Het monument werd op 24 oktober 2012 in het bijzijn van bondskanselier Angela Merkel en bondspresident Joachim Gauck onthuld.

## Locatie en vormgeving
De locatie is een terrein aan de Simsonweg en de Scheidemannstraße in Berlin-Tiergarten, dat in de buurt van de Brandenburger Tor en direct tegenover het Rijksdaggebouw ligt.
Dani Karavan ontwierp een cirkelvormig waterbekken (bron) met een zwarte – eindeloos diepe – bodem. Midden in de bron plaatste hij een driehoekige steen, die aan de driehoek op de kleding van de concentratiekampgevangenen herinnert. Op de steen ligt altijd een verse bloem. Steeds als deze verwelkt is, zakt de steen weg in de bron, om weer met een nieuwe bloem boven te komen: tegelijk een symbool van het leven, de rouw en de herinnering. Het symbool van de bron weerspiegelt volgens Karavan ook dat de betrokkenen bij de herinnering aan de nationaalsocialistische misdaden niet de strijd maar de bezinning moeten laten overheersen.
Informatieborden omgeven de sculptuur met een Chronologie van de volkerenmoord op de Sinti en Roma. Op de rand van de bron is in het Engels, Duits en Romani het gedicht Auschwitz van de Italiaanse Roma Santino Spinelli (kunstenaarsnaam Alexian) te lezen:
Eingefallenes Gesicht
erloschene Augen
kalte Lippen
Stille
ein zerrissenes Herz
ohne Atem
ohne Worte
keine Tränen

## Fotogalerij

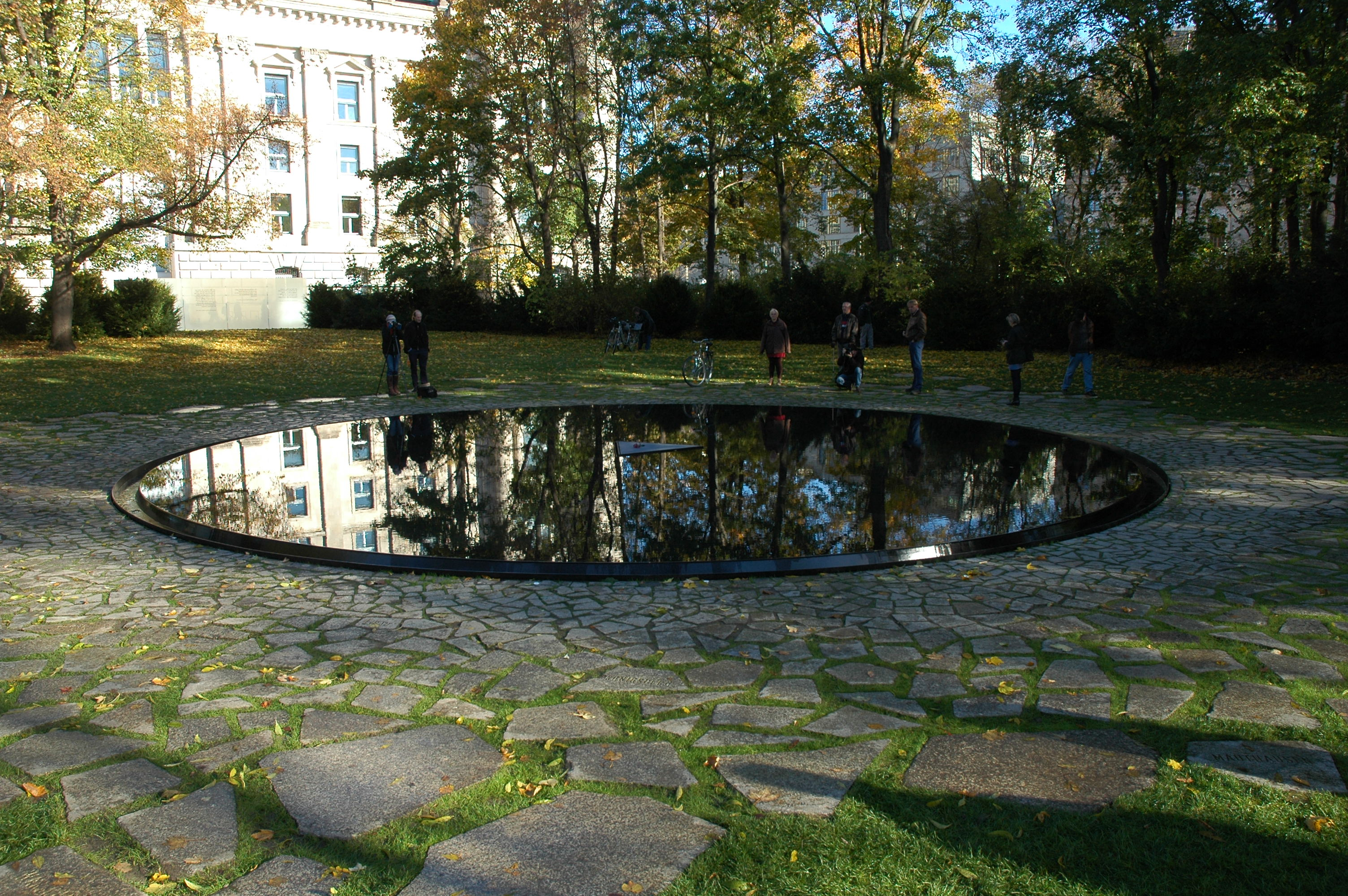
Monument in oktober 2012 na de onthulling
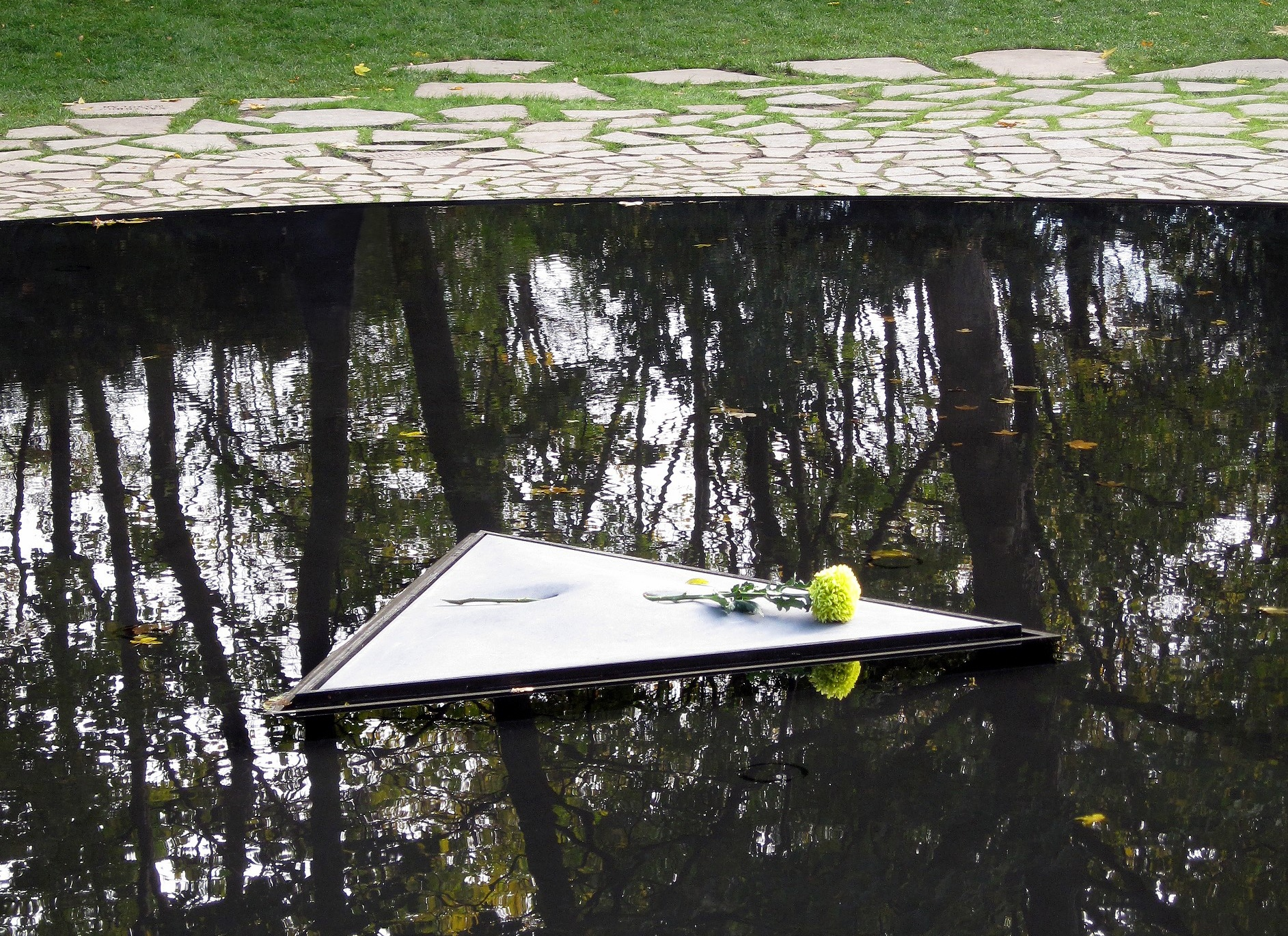
Bron met steen en verse bloem
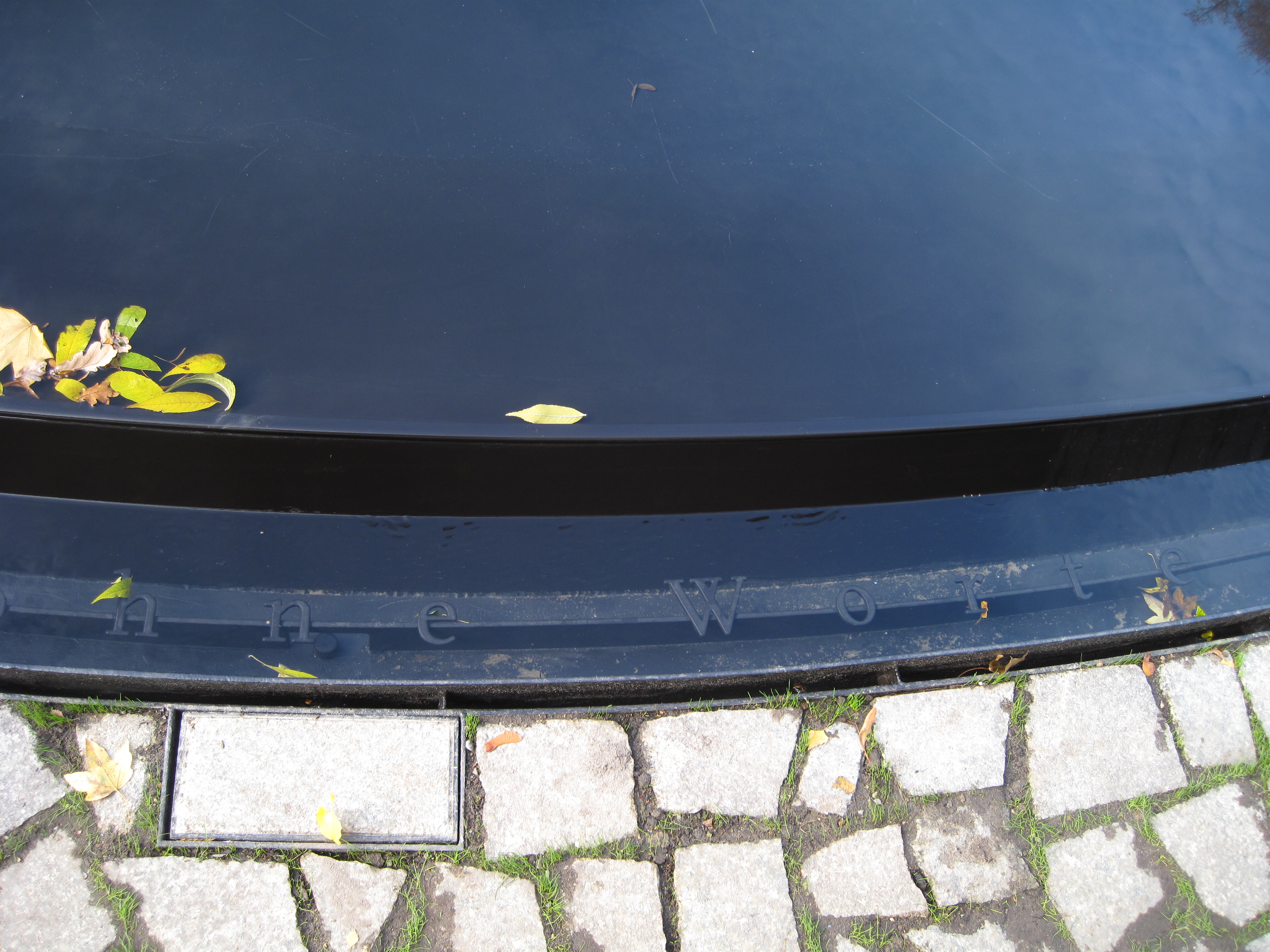
Detail van de rand van de bron